# No Turning Back
No Turning Back és un grup holandès de hardcore punk de la província del Brabant del Nord. La banda interpreta en anglès el clàssic New York Hardcore de la dècada del 1980 i inspirant-se en grups com Sick of It All, Agnostic Front i Madball.

## Discografia

### Àlbums d'estudi
- Revenge Is a Right (2003)
- Damage Done (2004)
- Holding On (2006)
- Stronger (2008)
- Take Control (2011)
- No Regrets (2012)
- Never Give Up (2015)
- No Time to Waste (2017)
- Destroy (2019)

### EP
- Shadow of Darkness (1999)
- The Beautiful Lies (2000)
- The Horrible Truth (2001)
- Rise from the Ashes (2005)
- No Turning Back (2006)
- Reaching Forward (2011)